# Slovakiens administrativa indelning
Slovakien är sedan 2002 indelat i 8 autonoma regioner (samosprávne kraje) vilka har sitt namn efter sin huvudstad. Varje region är i sin tur indelade i 79 distrikt (okresy).

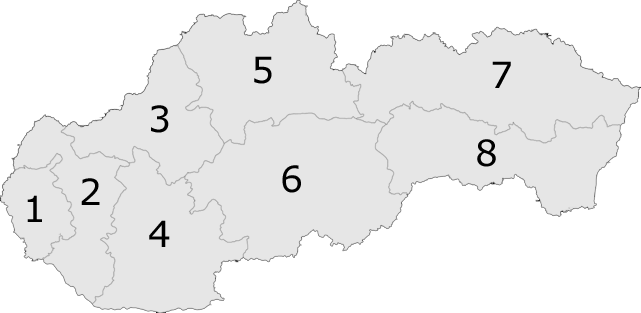
Slovakiens regioner

1. Bratislava (Bratislavský kraj) (huvudstad Bratislava)
2. Trnava (Trnavský kraj) (huvudstad Trnava)
3. Trenčín (Trenčiansky kraj) (huvudstad Trenčín)
4. Nitra (Nitriansky kraj) (huvudstad Nitra)
5. Žilina (Žilinský kraj) (huvudstad Žilina)
6. Banská Bystrica (Banskobystrický kraj) (huvudstad Banská Bystrica)
7. Prešov (Prešovský kraj) (huvudstad Prešov)
8. Košice (Košický kraj) (huvudstad Košice)